# Ruslana
Ruslana Stepanivna Ližičko (ukrajinsko Руслана Лижичко, latinizirano: Ruslana Lyžyčko), ukrajinska pevka, plesalka, skladateljica, producentka in pianistka, * 24. maj 1973, Lvov, Ukrajina. 
Leta 2004 je v Carigradu Ukrajini s pesmijo Wild Dances prinesla prvo evrovizijsko zmago. Prejela je skupno 280 točk; točke ji je podelilo 35 od 36 držav udeleženk. Pesem vsebuje prvine kavkaške folklore.
Ruslana je leta 2004 na ukrajinskih predsedniških volitvah podprla Viktorja Juščenka in postala ena od najprepoznavnejših oseb ukrajinske oranžne revolucije. Od leta 2006 je poslanka v ukrajinskem parlamentu. Leta 2014 je sodelovala v protestnem gibanju Evromajdan proti proruskemu predsedniku Viktorju Janukoviču.